# Sam Cassell
Pour les articles homonymes, voir Cassell.
Sam Cassell, est un joueur puis entraîneur américain de basket-ball né le 18 novembre 1969. Il évoluait en NBA au poste de meneur. Il mesure 1,91 m.

## Biographie
Il est sélectionné dans le draft 1993 de la NBA en 24e position par les Rockets de Houston. En 1994 et 1995, il remporte deux titres avec cette équipe dont le fer de lance est Hakeem Olajuwon. En 1996, il est brièvement transféré aux Suns de Phoenix ; par la suite il porte successivement les couleurs des Mavericks de Dallas (1996-1997), des Nets du New Jersey (1997-1999), des Bucks de Milwaukee (1999-2003), des Timberwolves du Minnesota (2003-2005), des Clippers de Los Angeles entre 2005 et février 2008. Le 4 mars 2008, il signe avec les Celtics de Boston où il retrouve son ancien coéquipier des TWolves Kevin Garnett.
Sa carrière est notamment marquée par son passage aux Bucks de Milwaukee, où avec Ray Allen et Glenn Robinson il forme le « Big Three » qui permet à la franchise d'atteindre la finale de la Conférence Est en 2001. Il fait partie de l'équipe emmenée par Kevin Garnett qui participe à la finale de la Conférence Ouest en 2004 pour la première fois de l'histoire des Timberwolves du Minnesota. Avec les Clippers, il atteint les demi-finales de la Conférence Ouest en 2006. En 2008, portant les couleurs des Celtics de Boston, il gagne son troisième titre de champion.
En février 2009, il est envoyé aux Kings de Sacramento mais n'y dispute aucun match. Il met fin à sa carrière de joueur le 21 mai 2009 et rejoint les Wizards de Washington en tant qu'entraîneur-adjoint.
Il rejoint officiellement le 29 septembre 2014 l'équipe de Doc Rivers en tant qu'entraîneur-adjoint.
En juin 2023, Cassell rejoint les Celtics de Boston en tant qu'entraîneur adjoint aux côtés de Joe Mazzulla.

## Parcours NBA
- 1993-1996 : Rockets de Houston 209 matchs
- 1996 : Suns de Phoenix 22 matchs
- 1996-1997 : Mavericks de Dallas 16 matchs
- 1997-1999 : Nets du New Jersey 102 matchs
- 1999-2003 : Bucks de Milwaukee 313 matchs
- 2003-2005 : Timberwolves du Minnesota 140 matchs
- 2005-2008 : Clippers de Los Angeles 174 matchs
- 2008-2009 : Celtics de Boston 17 matchs
- 2009 : Kings de Sacramento

## Palmarès

### Joueur
- Champion NBA en 1994 et 1995 avec les Rockets de Houston et 2008 avec les Celtics de Boston.
- All-Star NBA et nommé dans la All-NBA Second Team en 2004

### Entraîneur
- Champion NBA en 2024 avec les Celtics de Boston comme entraîneur adjoint.